# Полиньяк, Луи-Мелькиор-Арман де
Луи-Мелькиор-Арман де Полиньяк (фр. Louis-Melchior-Armand de Polignac; 11 января 1717, Париж — после 1792), маркиз де Полиньяк и де Шалансон — французский генерал и дипломат.

## Биография
Сын маркиза Сипьона-Сидуана-Армана де Полиньяка (1660—1739) и Франсуазы де Майи (1695—1767), племянник кардинала Полиньяка.
Полковник Иностранного кавалерийского полка Дофина (10.02.1738—1742). Кампмаршал.
Первый конюший графа д’Артуа (1775).
Посол в Швейцарии (1781).
2 февраля 1777 был пожалован Людовиком XVI в рыцари орденов короля.
Губернатор Шамбора (1784).
После революции эмигрировал, жил в Вене.

## Семья
Жена (16.11.1738): Диана-Аделаида-Зефирина Манчини (3.02.1726—8.06.1755), дочь маркиза Жака-Ипполита Манчини и Анн-Луизы де Ноай
Дети:
- герцог Арман-Жюль-Франсуа (6.07.1745—21.09.1817). Жена (7.07.1767): Иоланда де Поластрон (8.09.1749—9.12.1793), дочь графа Жана-Франсуа-Габриеля де Поластрона и Жанны-Шарлотты Эро
- Диана-Франсуаза-Зефирина (14.10.1746—1818)
- Диана-Луиза-Огюстина (12.02.1748 — после 1818)
- Луи-Огюст-Аполлинер-Арман (ум. 19.09.1812). В марте 1767 вступил в Клюнийский орден. Приор Бонне. В 1788 году покинул духовное сословие. В 1796 году был восстановлен в правах, владел семейным поместьем Кле-Суйи. Жена (22.03.1793): Мари-Элизабет Жилле (1768—1808)